# Música mexicana en Chile

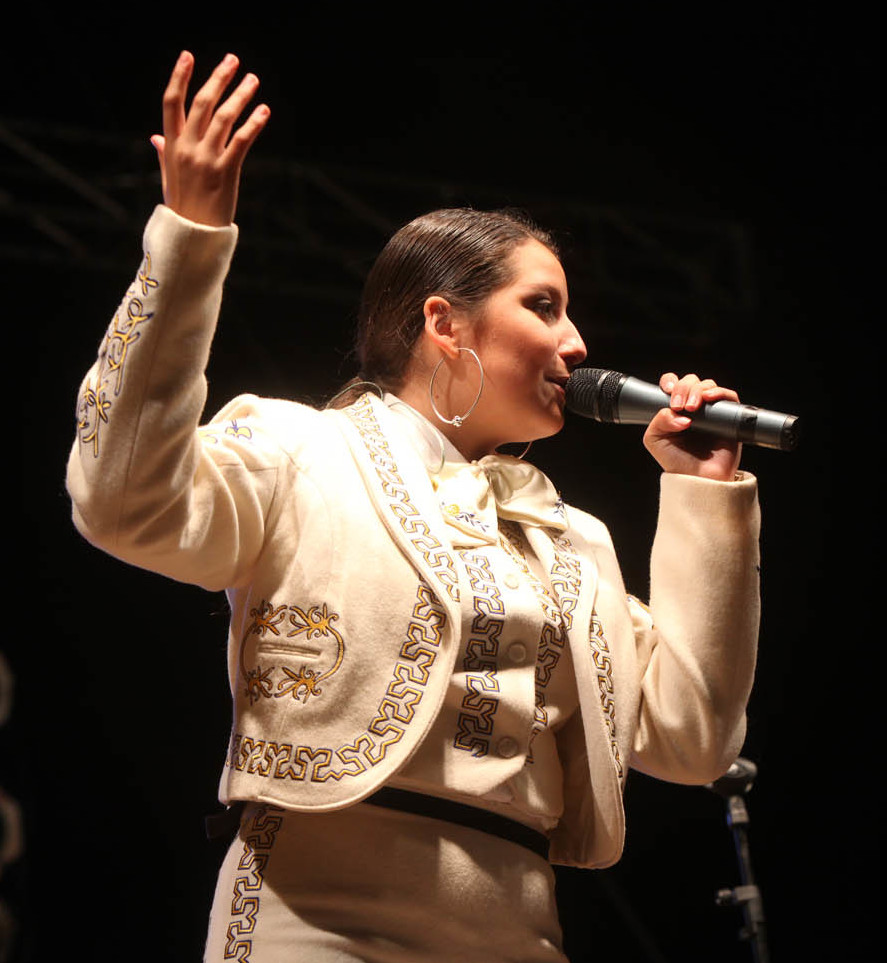
María José Quintanilla, cantante chilena de ranchera.

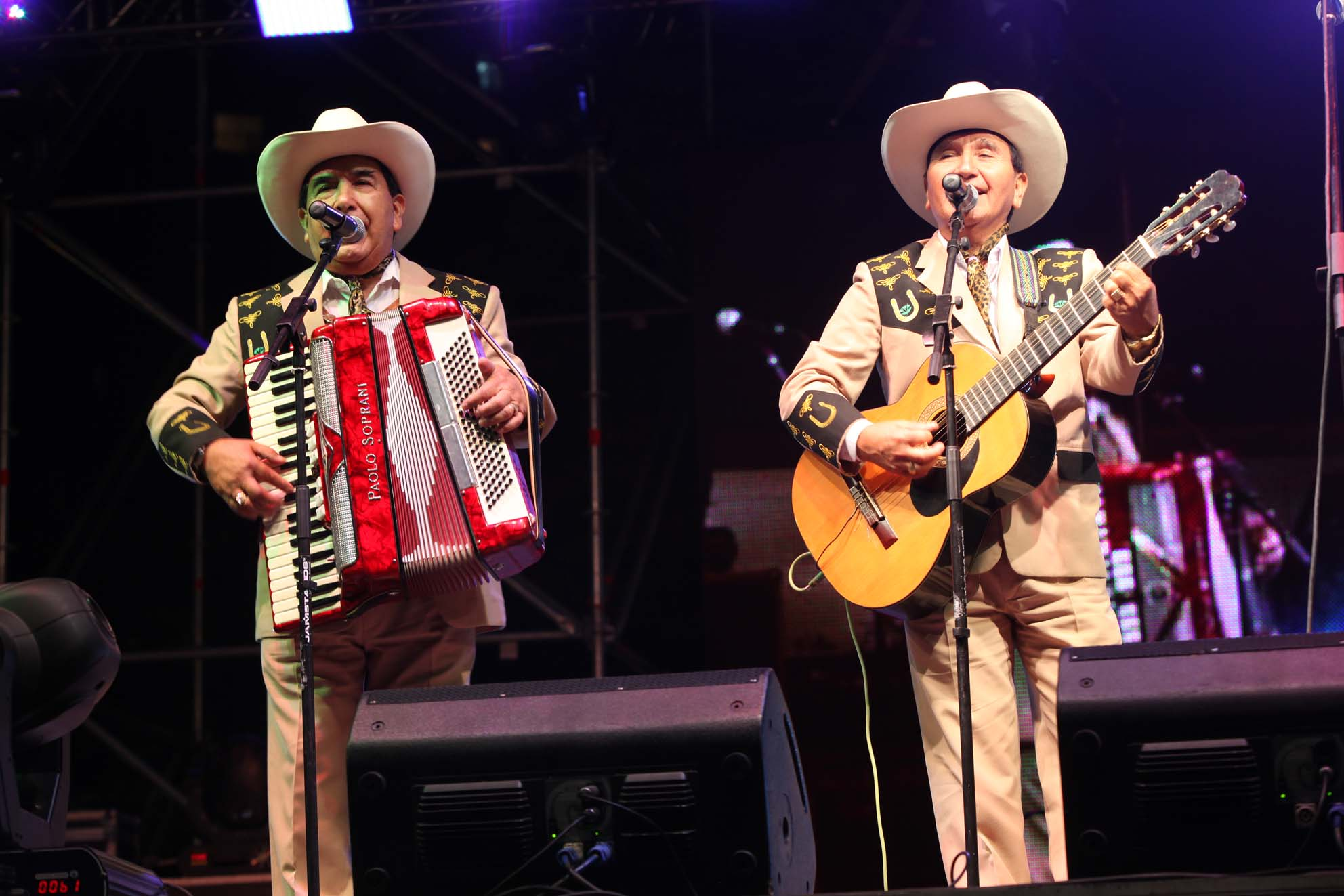
Los Hermanos Bustos, dúo de cantantes de rancheras y corridos.

La música mexicana en Chile goza de gran popularidad en algunos sectores sociales y geográficos del país. En particular, la música mexicana es especialmente popular entre las clases rurales de Chile. Geográficamente, la música mexicana es más popular en el centro-sur de Chile, y en las zonas rurales de Región de Coquimbo y Región de Atacama. Los corridos mexicanos se presentan comúnmente durante las celebraciones del día nacional chileno de Fiestas Patrias.
La música mexicana como se entiende en Chile es la música norteña, una serie de estilos que se originaron en el mundo rural de la parte norte de México. Los géneros de corrido y ranchera de la música norteña en particular se conocen como "música mexicana" en Chile. De todos modos, otros estilos regionales de la música mexicana están representados en Chile, de manera similar al formato de radio regional mexicana en los Estados Unidos.
Entre los festivales anuales de música mexicana en Chile se encuentran el Festival del Cantar Mexicano Guadalupe del Carmen en Chanco, el Festival Internacional de la Voz de la Música Mexicana de Puyehue y el Festival del Cantar Popular Mexicano en La Serena.

## Orígenes
Se cree que la música mexicana ganó popularidad, incluso en áreas remotas de Chile, a través de estaciones de radio y películas mexicanas. Los primeros intérpretes chilenos de música mexicana aparecieron en la década de 1940, y cuando Jorge Negrete visitó Chile en 1946, Los Querétaros y muchos otros conjuntos especializados en música mexicana estaban prosperando. La musicóloga Laura Jordán González comenta que «las prácticas de escucha musical en Chile han mostrado ampliamente una preferencia por la música extranjera, lo cual ha sido explicado por algunos autores como resultado de sucesivas políticas no proteccionistas».
Las estaciones de radio especializadas en música mexicana son comunes en Chile. Pueden tocar música desde las seis de la mañana, cuando los agricultores comienzan su jornada laboral. Por lo general, las transmisiones de música mexicana en estas estaciones de radio continúan hasta bien entrada la medianoche. En los años cincuenta y sesenta, emisoras de radio no especializadas como Radio Yungay y Radio Agricultura crearon programas dedicados a la música mexicana. Según el coleccionista de música mexicana de toda la vida Fernando Méndez, la popularidad de la música mexicana fue ayudada por similitudes en las culturas chilena y mexicana, como la equivalencia del charro con el huaso.

## 1970 hasta la actualidad
A medida que la música mexicana ganó terreno en Chile en la década de 1970, se consideró que la popularidad del corrido estaba a la par con la cueca, un género local considerado típicamente chileno y promovido por la dictadura de Pinochet. Como sucedió en muchos aspectos de la sociedad chilena, la música mexicana se politizó en la década de 1970. Jorge Inostroza, un prominente locutor de radio y promotor de la música mexicana, alienó a gran parte de su audiencia con su apoyo público a la dictadura de Pinochet. La dictadura militar buscó aislar a los radioescuchas chilenos del mundo exterior cambiando la radiofrecuencia a longitudes de onda medias. Esto, junto con el cierre de estaciones de radio simpatizantes del ex gobierno de Allende, tuvo un impacto negativo en la música mexicana en Chile. Otro desafío para la música mexicana fue el cierre de disquerías que vendían música mexicana, que coincidió con el inicio de la dictadura a principios de la década de 1970.
En respuesta a estas adversidades, los chilenos exiliados en España y México suministraron a sus familiares en Chile discos de música mexicana. Se cree que la escasez de discos de música mexicana contribuyó a la creación de la compañía discográfica local Sol de América y las marcas de casetes Cumbre y Cuatro, ambas dirigidas a los entusiastas de la música mexicana. Elementos del ejército chileno desconfiaban de la música mexicana, lo que llevó a casos en los que la música fue denunciada como «comunista». La aversión de los militares por la música mexicana puede tener sus raíces en los estrechos vínculos bilaterales de la administración Allende con México, el «discurso revolucionario mexicano» y el bajo prestigio general de la música mexicana en Chile por las clases más altas. La dictadura nunca reprimió la música mexicana en su conjunto, ya que se hicieron distinciones entre diferentes corrientes, algunas de las cuales fueron promovidas.
Entre la clase alta chilena, la música mexicana ha ganado más aceptación desde la década de 2000. En parte, esta tendencia se explica por la popularidad del programa de talentos musicales Rojo Fama contra Fama en TVN, que se emitió por primera vez en 2002. María José Quintanilla en particular ganó elogios en el programa cantando canciones rancheras.